# Makrokylindrus declivifrons
Makrokylindrus declivifrons är en kräftdjursart som beskrevs av Muhlenhardt- Siegel 1996. Makrokylindrus declivifrons ingår i släktet Makrokylindrus och familjen Diastylidae. Inga underarter finns listade i Catalogue of Life.